# میلوو (آلمان)
میلوو (به آلمانی: Milow) یک شهر در آلمان است که در لودویگسلوست-پارشیم واقع شده‌است. میلوو ۴۶۹ نفر جمعیت دارد.